# Václav Knop
Václav Knop (* 6. října 1949 Turnov) je český herec, režisér a dabér.

## Život
Narodil se v učitelské rodině. Vystudoval gymnázium a DAMU. Poté působil v Divadle Vítězslava Nezvala v Karlových Varech (1971–1975), v Činoherním klubu v Ústí nad Labem (1975–1984) a v Národním divadle (1984–1994). Televizním divákům utkvěl v paměti například postavou tělocvikáře Jonáše v seriálu Hospoda. Jeho nejvýznamnější rolí v dabingu byl major Frank Burns v americkém seriálu M*A*S*H. Václav Knop má i vlastní nakladatelství, které vydává CD mluveného slova. Daboval také postavu automechanika Lucase Bertoneho v české kultovní third-person střílečce Mafia: The City of Lost Heaven.
Jeho hlas oznamuje (prostřednictvím počítačového informačního systému HIS-VOICE vyvíjeného firmou MikroVOX) na mnoha českých nádražích příjezdy a odjezdy vlaků. Od roku 1993 do roku 2008 hlásil dokonce na Pražském hlavním nádraží.
Do roku 2021 také v Praze- Vysočanech nebo Praze-Vršovicích. Nyní v Praze hlásí ještě ve stanicích Praha-Kačerov, Praha-Satalice, Praha-Čakovice, Praha-Veleslavín nebo Praha-Dejvice.
V květnu 2013 se stal tváří obecně prospěšné společnosti Spokojený domov. Je také odborníkem na skotskou whisky. Spolupracoval na knize Skotská whisky.
V letech 2019–2022 účinkoval v seriálu televize Prima Slunečná, kde ztvárnil roli otce Franty Vacka (Ondřej Pavelka) a profesora MUDr. Zdeňka Vacka. Od roku 2025 účinkuje v seriálu ZOO Nové začátky, kde hraje čiperného zmateného důchodce a otce Charlieho (Marek Němec) Váchu.

### Rozhlas
- 1988 Kocourkov (pohádka), Československý rozhlas Praha, dramatizaceː Jana Dvořáková, režieː Ladislav Rybišar, hráliː Václav Knop (Všudybyl), Jiří Holý (purkmistr), Ilja Prachař (radní), Jan Faltýnek, Vladimír Krška, Jan Skopeček, Věra Kubánková, Jana Drbohlavová, Ladislav Trojan, Miriam Kantorková a další.